# Kikuchi (Familienname)
Kikuchi (菊地, 菊池) ist ein japanischer Familienname.

## Namensträger
- Ayaka Kikuchi (* 1987), japanische Eisschnellläuferin
- Kikuchi Dairoku (1855–1917), japanischer Mathematiker
- Daisuke Kikuchi (* 1991), japanischer Fußballspieler
- Hideyuki Kikuchi (* 1949), japanischer Schriftsteller
- Kikuchi Kan (1888–1948), japanischer Schriftsteller
- Kan Kikuchi (Fußballspieler) (* 1977), japanischer Fußballspieler
- Kikuchi Kazuo (1908–1985), japanischer Bildhauer
- Kikuchi Keigetsu (1879–1955), japanischer Maler
- Kenta Kikuchi (* 2000), japanischer Fußballspieler
- Kōsuke Kikuchi (* 1985), japanischer Fußballspieler
- Makoto Kikuchi (1925–2012), japanischer Physiker
- Masabumi Kikuchi (1939–2015), japanischer Jazz-Pianist und Keyboarder
- Moa Kikuchi (* 1999), japanische Sängerin
- Moemi Kikuchi (* 1992), japanische Shorttrackerin
- Naoya Kikuchi (* 1984), japanischer Fußballspieler
- Naruyoshi Kikuchi (* 1963), japanischer Musiker
- Rinko Kikuchi (* 1981), japanische Schauspielerin
- Ryūho Kikuchi (* 1996), japanischer Fußballspieler
- Sadao Kikuchi (1933–2001), japanischer Skispringer
- Seishi Kikuchi (1902–1974), japanischer Physiker
- Shinkichi Kikuchi (* 1967), japanischer Fußballtorhüter
- Shōta Kikuchi (* 1993), japanischer Fußballspieler
- Shūji Kikuchi (* 1986), japanischer Eishockeyspieler
- Shunsuke Kikuchi (1931–2021), japanischer Komponist
- Shunsuke Kikuchi (Fußballspieler) (* 1991), japanischer Fußballspieler
- Shuta Kikuchi (* 2003), japanischer Fußballspieler
- Sumire Kikuchi (* 1996), japanische Shorttrackerin
- Taichi Kikuchi (* 1999), japanischer Fußballspieler
- Tarcisio Isao Kikuchi (* 1958), japanischer Ordensgeistlicher, römisch-katholischer Erzbischof von Tokio, Kardinal
- Toshiko Kikuchi (* 1969), japanische Politikerin, siehe Toshiko Takeya
- Toshimi Kikuchi (* 1973), japanischer Fußballspieler
- Yuki Kikuchi (* 1990), japanische Shorttrackerin
- Kikuchi Yōsai (1781–1878), japanischer Maler